# Placówka Straży Granicznej II linii „Rożnów”
Placówka Straży Granicznej II linii „Rożnów” – jednostka organizacyjna Straży Granicznej pełniąca służbę ochronną na granicy polsko-rumuńskiej w okresie międzywojennym.

## Formowanie i zmiany organizacyjne
Rozporządzeniem Prezydenta Rzeczypospolitej Polskiej Ignacego Mościckiego z 22 marca 1928 roku, do ochrony północnej, zachodniej i południowej granicy państwa, a w szczególności do ich ochrony celnej, powoływano z dniem 2 kwietnia 1928 roku  Straż Graniczną.
Rozkazem nr 7 z 25 września 1929 roku w sprawie reorganizacji i zmian dyslokacji Małopolskiego Inspektoratu Okręgowego komendant Straży Granicznej płk Jan Jur-Gorzechowski określił numer i nową strukturę komisariatu. 
Placówka Straży Granicznej II linii „Rożnów” znalazła się w jego strukturze.
Rozkazem nr 4/31 zastępcy komendanta Straży Granicznej płk. Emila Czaplińskiego z 20 października 1931 roku zniesiono placówkę SG „Rożnów”.